# Adoro (Album)
Adoro ist das erste Studioalbum des Klassik-/Pop-Projektes Adoro. Es erschien am 21. November 2008 bei We Love Music, einem Sublabel von Universal. Das Album erhielt 2009 in Österreich Goldstatus und in Deutschland Doppel-Platin. Aufgrund des Erfolges des Albums wurde die Gruppe Adoro zweimal für den Musikpreis Echo 2009 nominiert, nämlich als Gruppe des Jahres (national) und Newcomer des Jahres (national).

## Entstehung
Produzent Andy Lutschounig hatte die Idee, ein Album mit Klassik-Pop-Liedern aufzunehmen. Im Zuge des Castings in seinem Berliner Tonstudio fand sich das Projekt Adoro zusammen und begann mit den ersten Aufnahmen. Im Herbst 2007 unterschrieb Adoro einen Plattenvertrag mit Universal Music. Aufgenommen wurde das Album im Soda Music Studio in Berlin und im Studio 22 in der ungarischen Hauptstadt Budapest. Mit Ausnahme der Ouvertüre, des Finale und der Originalkomposition Engel interpretiert Adoro bekannte Popstücke. Begleitet werden sie vom Film-Orchester Budapest in Symphonieorchester-Besetzung, die Arrangements stammen von Florian Philipp Mueller, Stefan Schrupp, Gregor Narholz und Produzent Lutschounig.

## Rezeption
Tobias Litterst von laut.de schreibt, dass Adoro das ideale Album „für all jene, die sich an Kitsch, Vorhersehbarkeit und altbekannten Hits erfreuen“ geschaffen hätten. Die Stücke begännen zumeist ruhig und steigerten sich hin zu mehrstimmigen Refrain-Wiederholungen, was „reichlich Kitsch und Pathos“ verbreite. Rainer Molz von monsters & critics lobt die Auswahl der Lieder als „wohl dosiert und gut überlegt“, sie spreche Hörer von 15 bis 95 Jahre an. Das Album verströme „zarteste Gefühle und Unmengen an Romantik und Schwärmereien“. Maximilian Nitzke von cdstarts.de hält das Album für „zu stark limitiert“, die Künstler schaffen es nicht, die Grenze zwischen Klassischer und Popmusik aufzuheben. Er hält es für besser, wenn Adoro statt Coverversionen eigens für sie geschriebene Stücke interpretieren würde.

## Titelliste
1. Ouvertüre (Intro) – 2:02
2. Liebe ist alles – 3:22
Text:  AnNa R./Musik: Peter Plate
Originalinterpret: Rosenstolz (2004)
3. Und wenn ein Lied – 4:58
Text:  Xavier Naidoo/Musik: Michael Herberger, Xavier Naidoo
Originalinterpret: Söhne Mannheims (2004)
4. Irgendwie, irgendwo, irgendwann – 4:22
Text/Musik: Uwe Fahrenkrog-Petersen
Originalinterpret: Nena (1984)
5. Ohne dich – 4:21
Text: Michael Kunzi, Stefan Zauner/Musik: Stefan Zauner
Originalinterpret: Münchener Freiheit (1985)
6. Flugzeuge im Bauch – 4:40
Text/Musik: Herbert Grönemeyer
Originalinterpret: Herbert Grönemeyer (1984)
7. Engel – 3:04
Text/Musik: Maya Singh, Are Seltheim, Tor Endresen
8. Es wird für ewig sein (Caruso) – 4:54
Musik: Lucio Dalla
9. Dieser Weg – 3:49
Text: Xavier Naidoo/Musik: Philippe van Eecke
Originalinterpret: Xavier Naidoo (2005)
10. Über sieben Brücken – 4:34
Text: Helmut Richter/Musik: Ed Swillms
Originalinterpret: Karat (1978)
11. Du erinnerst mich an Liebe – 4:00
Text/Musik: Annette Humpe
Originalinterpret: Ich + Ich (2005)
12. Merci, Chérie – 3:03
Text: Thomas Hörbiger/Musik: Udo Jürgens
Originalinterpret: Udo Jürgens (1966)
13. Finale (Outro) – 3:12